# 7th Garden
7th Garden (jap.: セブンスガーデン; zu Deutsch: „Siebter Garten“) ist eine Mangaserie des Mangaka Mitsu Izumi, die seit 2014 in Japan erscheint. Sie umfasst bisher acht Bände und wurde in mehrere Sprachen übersetzt, darunter auch Deutsch. Das Werk spielt in einer Fantasy-Welt und handelt von Awyn Gardener, der für den Teufel Vide arbeitet.

## Handlung
Im Land Braith, im Dorf Karna lebt der junge Gärtner Awyn Gardener bei der Familie Fiacl, welche ihn als Kind aufnahm. Eines Tages trifft er eine Frau, die sich ihm als Teufel Vide vorstellt. Als das Dorf von den Aposteln, Rittern der Kirche, während einer Säuberung zerstört wird und auch Marifiel Fiacl, das junge Fräulein der Familie Fiacl, getötet wird, bietet Vide Awyn einen Handel an. Sie erweckt alle wieder zum Leben und hilft ihm dabei, die Aposteln zu besiegen; im Gegenzug, muss er ihr bei ihrer Rache an den sechs Engeln, welche die Welt regieren, helfen. Awyn nimmt den Handel an und kann mit Vides Hilfe die Apostel besiegen.
Vide quartiert sich als Hausmädchen in der Villa der Fiacls ein und hat nicht nur alle wieder zum Leben erweckt und das Dorf wieder hergestellt, sondern hat auch die Erinnerungen an den Vorfall bei allen außer Awyn gelöscht.
Der verzogene Bischof Seras besucht Braith, da die Säuberungen erfolglos waren, und wird dabei von einem der sechs Engel Reaphal begleitet. Er lockt Awyn in einen Hinterhalt, aber Reaphal will ihn aufhalten, da Vide sie nervös macht. Vide verhindert die Flucht und transportiert alle an einen von ihr vorbereiteten Ort. Awyn kann Seras besiegen, verschont diesen aber, als er sich an das Blumenarmband erinnert, welches Marie ihm gegeben hat. Vide und Awyn wollen Reaphal den Gnadenstoß versetzen als Urupes, der Anführer der sechs Engel, auftaucht. Urupes verletzt Awyn und Vide schwer und lässt sie kampfunfähig zurück. Er verschwindet mit Reaphal als Iola und Liz auftauchen.

## Charaktere

### Awyn Gardener
Awyn Gardener, geboren als Awyn Gladiolas ist der Gärtner der Familie Fiacl und 17 Jahre alt. Er hat blaue Augen, blondes Haar und ist sehr athletisch gebaut. Die Familie Fiacl nahm ihn auf, seitdem arbeitet er als Gärtner. Er hat eine freundliche und fröhliche Persönlichkeit, kann aber absolut gnadenlos sein, wenn es darum geht, seine Familie zu beschützen. Er verfügt über ausgezeichnete kämpferische Fähigkeiten und kann selbst unbewaffnet mehrere Gegner gleichzeitig bekämpfen. Er hat starke Gefühle für Marifiel und kümmert sich immer um sie. Er wird immer für seinen ordentlichen und gut gepflegten Garten gelobt.

### Vide
Vide auch bekannt als Maria ist der Teufel, dem Awyn begegnet. Sie kann ihre Gestalt nach Belieben verändern. In ihrer Teufelsgestalt hat sie langes rotes Haar, zwei nach hinten gebogene Hörner, Flügel und spitze Ohren und trägt ein freizügiges schwarzes Outfit. Als Hausmädchen gleicht sie ihr Erscheinungsbild den Menschen an und trägt eine Hausmädchen Uniform. Sie ist eigentlich eine fröhliche Person, stolz auf ihre weiblichen Rundungen und schläft immer nackt. Wenn es um die sechs Engel geht, empfindet sie nur Wut und Rachedurst. Für Kämpfe verwendet sie das Wort: Demonbellion um sich mit Awyn zu synchronisieren, sie verwandelt sich dann in ein riesiges Schwert, welches fast so groß ist wie Awyn.

## Veröffentlichung
Die Serie erscheint seit 2014 im Magazin Jump Square im Verlag Shūeisha. Dieser bringt die Kapitel auch in bisher acht Sammelbänden heraus. Eine deutsche Übersetzung erscheint seit Mai 2016 bei Tokyopop. Die deutsche Übersetzung stammt von Sakura Ilgert. Darüber hinaus gibt es Übersetzungen ins Englische, herausgegeben von Viz Media, ins Chinesische, Französische und Italienische.